# Workington Town Rugby League Football Club
Workington Town RLFC ou le Town de Workington est un club professionnel anglais de rugby à XIII basé à Workington, en Cumbria.
Il évolue en Championship depuis 2021, il s'agit de la deuxième division du championnat de rugby à XIII d'Angleterre.
Le club est créé en 1945. Il a remporté une fois le Championnat d'Angleterre et une fois la Challenge Cup.  Son opposition contre Whitehaven RLFC constitue un derby.

## Histoire
Alors que le club était un des plus cotés dans les années 1950, remportant le championnat et la coupe d'Angleterre dans cette décennie, le club peine aujourd'hui à retrouver le plus haut niveau.
Dans les années 1960, le club est capable encore de mobiliser les foules puisqu'on enregistre son score de spectateurs contre Wigan en 1965 (17 741 spectateurs).
Il dispute la première saison de la Super League en 1996, mais ne réussit qu'à gagner deux matchs et ne peut éviter la relégation.

## Palmarès
- Championnat d'Angleterre (1) :
  - Vainqueur : 1951.
  - Finaliste : 1958.
- Challenge Cup (1) :
  - Vainqueur :  1952.
  - Finaliste :  1955 et 1958.
- League One (3e division)
  - Saison régulière : 
    - Champion (1) : 2021.

## Joueurs emblématiques
| - Gus Risman |

Sans conteste, le joueur le plus célèbre du club est Gus Risman, un joueur gallois, qui réussit à marquer 1 500 points avec le club.

## Bilan du club toutes saisons et toutes compétitions confondues
| Année        | Année | Saison régulière | Saison régulière | Saison régulière | Saison régulière | Saison régulière | Saison régulière | Saison régulière | Saison régulière | Play-offs    | Play-offs | Play-offs | Play-offs | Play-offs | Play-offs | Play-offs | Challenge Cup |
| Année        | Année | Class.           | Points           | MJ               | V.               | N.               | D.               | Pp.              | Pc.              | Perf.        | MJ        | V.        | N.        | D.        | Pp.       | Pc.       | Performance   |
| Championship |       |                  |                  |                  |                  |                  |                  |                  |                  |              |           |           |           |           |           |           |               |
| 2015         | 2015  | 5e               | 38               | 30               | 19               | 0                | 11               | 809              | 701              | Shield       | ?         | ?         | ?         | ?         | ?         | ?         | 4e tour       |
| 2016         | 2016  | 12e              | 15               | 30               | 7                | 1                | 22               | 541              | 919              | Non qualifié | 0         | 0         | 0         | 0         | 0         | 0         | 4e tour       |
| League 1     |       |                  |                  |                  |                  |                  |                  |                  |                  |              |           |           |           |           |           |           |               |
| 2017         | 2017  | 8e               | 19               | 22               | 9                | 1                | 12               | 532              | 621              | Non qualifié | 0         | 0         | 0         | 0         | 0         | 0         | 3e tour       |
| 2018         | 2018  | 4e               | 34               | 26               | 17               | 0                | 9                | 833              | 517              | Finaliste    |           |           |           |           |           |           | 4e tour       |
| 2019         | 2019  | 5e               | 21               | 20               | 10               | 1                | 9                | 592              | 478              | Demi-finales |           |           |           |           |           |           | 5e tour       |
| 2020         | 2020  |                  |                  |                  |                  |                  |                  |                  |                  |              |           |           |           |           |           |           | 5e tour       |
| 2021         | 2021  | 2e               | 21               | 15               | 10               | 1                | 4                | 471              | 310              | Vainqueur    |           |           |           |           |           |           | -             |
| Championship |       |                  |                  |                  |                  |                  |                  |                  |                  |              |           |           |           |           |           |           |               |
| 2022         | 2022  | En cours         |                  |                  |                  |                  |                  |                  |                  |              |           |           |           |           |           |           | 5e tour       |

- Mise à jour le 27 décembre 2017.